# Anżelika Orechwo
Anżelika Orechwo (biał. Анжаліка Арэхва, Anżalika Arechwa, ur. 6 września 1973 w Lidzie) – działaczka mniejszości polskiej na Białorusi, w latach 2010–2012 pełniąca obowiązki prezesa Związku Polaków na Białorusi w nieuznawanym przez białoruskie władze zarządzie organizacji.

## Życiorys
Ukończyła studia polonistyczne w Instytucie Filologii Polskiej Uniwersytetu Marii Curie-Skłodowskiej w Lublinie (1996). Jest również absolwentką podyplomowych studiów w dziedzinie filologii angielskiej na Grodzieńskim Uniwersytecie Państwowym (2002).
Po powrocie na Białoruś zaangażowała się w działalność społeczności polskiej. Pracowała w Dziale Oświaty Związku Polaków na Białorusi. W 1998 została nauczycielką języka polskiego, a rok później zastępcą dyrektora w Liceum Związku Polaków. Od 2005 pełni funkcję dyrektora Polskiej Szkoły Społecznej w Grodnie. Od tego samego roku jest wiceprezesem Związku Polaków na Białorusi odpowiedzialnym za sprawy oświaty.
19 czerwca 2010 decyzją Rady Naczelnej ZPB została pełniącą obowiązki prezesa Związku (po rezygnacji Andżeliki Borys). W tym samym czasie działał również uznawany przez władze Białorusi zarząd pod kierownictwem kolejno Stanisława Siemaszki i Mieczysława Łysego. 18 listopada 2012 przegrała w wyborach na stanowisko prezesa Związku z Mieczysławem Jaśkiewiczem.
Jest żoną Igora Bancera. Mają córkę oraz syna.